# Ante Mladinić
Ante „Biće” Mladinić (ur. 1 października 1929 w Splicie, zm. 13 czerwca 2002 w Zagrzebiu) – chorwacki piłkarz występujący na pozycji obrońcy, trener piłkarski.

## Kariera klubowa
Karierę piłkarską Ante Mladinić rozpoczął w Hajduku Split. Grał tam przez dziesięć lat do 1956 roku. W tym czasie dwukrotnie zdobył mistrzostwo Jugosławii w 1950 i 1952. W tym okresie wystąpił w barwach klubu ze Splitu 136 meczów i strzelił 43 bramki. W 1956 opuścił Hajduk i przeniósł się do lokalnego rywala RNK Split. Z klubem tym awansował do I ligi w 1957 roku. Sezon 1957/58 był ostatnim Mladinicia w karierze. Na zakończenie kariery spadł z RNK do II ligi.

## Kariera trenerska
Po zakończeniu kariery piłkarskiej Ante Mladinić został trenerem. W latach sześćdziesiątych szkolił młodzież w Hajduku Split. W 1968 został trenerem juniorskiej reprezentacji Jugosławii. Funkcję tę pełnił do 1974 roku. W tym samym roku po Mistrzostwa Świata w Niemczech Mladinić został selekcjonerem reprezentacji. W roli selekcjonera zadebiutował 28 września 1974 roku w wygranym 1–0 towarzyskim meczu z Włochami w Zagrzebiu. Prowadzona przez niego kadra awansowała do najlepszej czwórki Mistrzostw Europy 1976. Na finałowym turnieju rozgrywanym na stadionach Jugosławii prowadzona przez Mladinicia kadra plavich zajęła czwarte, ostatnie miejsce po porażkach z RFN i Holandią.
Po zakończeniu pracy w reprezentacji Mladinić został trenerem Partizana Belgrad. Z Partizanem zdobył mistrzostwo Jugosławii w 1978 oraz Puchar Mitropa 1978. W 1978 powrócił na stanowisko selekcjonera reprezentacji. Była to krótka kadencja, gdyż prowadził reprezentację jedynie w dwóch przegranych spotkaniach z Hiszpanią i Rumunią w eliminacjach Mistrzostw Europy 1980. Bilans jego dwóch kadencji to 17 meczów, 9 zwycięstw, 2 remisy i 6 porażek przy bilansie bramkowym 29–20. W latach 1979–1980 był asystentem trenera, a latach 1980–1982 trenerem Hajduka Split. W latach osiemdziesiątych wyjechał do Francji i został trenerem juniorów Girondins Bordeaux. Pod jego okiem trenowali tacy zawodnicy jak Zinédine Zidane, Bixente Lizarazu czy Christophe Dugarry. W latach dziewięćdziesiątych szkolił juniorów NK Zagreb.